# Dichiarazione d'indipendenza
La dichiarazione di indipendenza è un atto che proclama l'indipendenza di un certo territorio dallo Stato cui era precedentemente soggetto.

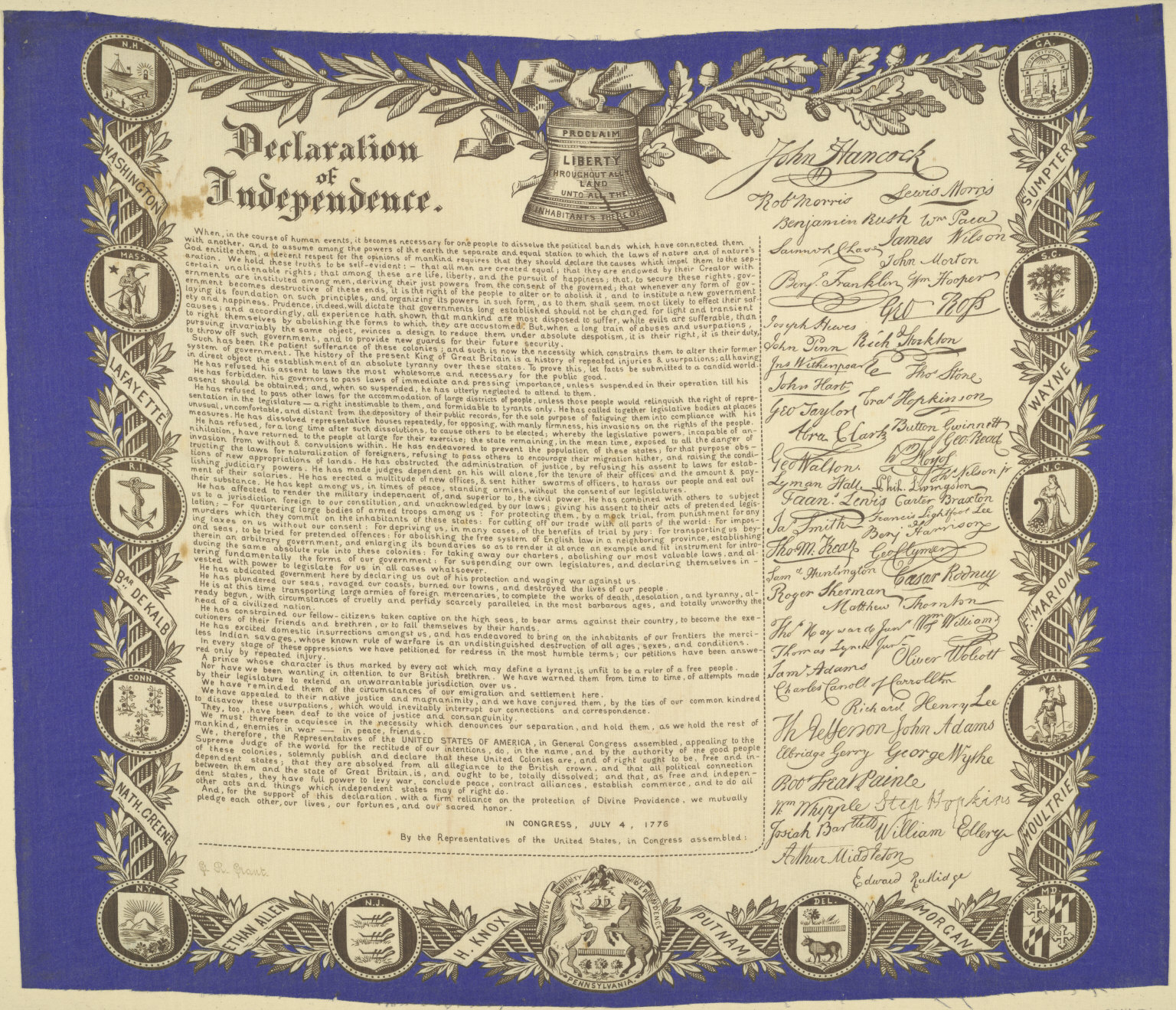
La Dichiarazione d'indipendenza degli Stati Uniti d'America in un esemplare del 1876

Con questo atto, il territorio di cui si proclama l'indipendenza rivendica tutte le prerogative di uno Stato sovrano.
Le dichiarazioni di indipendenza sono generalmente atti controversi, in quanto spesso vengono portate avanti contro il volere del governo cui il territorio è originariamente soggetto, o contro altre nazioni che nutrono interesse nel mantenimento di quella proprietà o colonia.
La più nota dichiarazione di indipendenza è quella degli Stati Uniti d'America del 1776, che è poi servita da modello in molti casi analoghi.